# Bahram Beyzai
Bahrām Beyzāie (persa: بهرام بیضائی, Teheran, 26 de desembre de 1938) és un aclamat dramaturg, director de cinema, director de teatre, guionista i editor de cinema iranià.
Bahram Beizai és fill del poeta Ne'matallah Beyzai (més conegut pel seu pseudònim literari Zokā'i). Adib Beizai, reconegut com un dels poetes més prolífics del segle XX a l'Iran, és l'oncle patern de Beizai. El seu avi patern, Mirzā Mohammad-Rezā Ārāni (Ebn Ruh), i el seu besavi patern, el mul·là Mohammad-Faqih Ārāni (Ruh'ol-Amin), també van ser destacats poetes.
Malgrat el seu començament una mica tardà al cinema, Beizai és considerat sovint com el pioner d'una generació de cineastes l'obra de les quals es descriu com la nova ona del cinema iranià. La seva pel·lícula Bashu, gharibeye koochak (1986) va ser votada com la millor pel·lícula iraniana de tots els temps al novembre de 1999 per una revista persa especialitzada anomenada Picture World, on prop de 150 crítics i professionals iranians van donar el seu vot. No obstant això, fins i tot abans del començament de la seva carrera cinematogràfica en 1970, Beizai ja era un dramaturg de renom, així com un important historiador del teatre, sent fins i tot considerat com el major dramaturg de la llengua persa i rebent la denominació del «Shakespeare de Pèrsia».
Des de 2010, Beizai ha viscut i ensenyat en la Universitat Stanford, als Estats Units.

## Biografia

### Primers anys
Beizai va néixer a Teheran, fill d'un poeta i biògraf i d'una mestressa de casa. El seu pare, Zokā'i Beyzāie es guanyava la vida a través d'una ocupació legal i era capaç d'atendre raonablement els seus interessos literaris.
El jove Bahram no semblava inicialment molt entusiasmat amb el llegat literari de la seva família. En la secundària va descobrir que preferia escriure guions per a teatre, creant dues obres teatrals de caràcter històric durant aquesta època. Va començar a faltar a l'escola per a anar al cinema, activitat que s'estava fent popular a l'Iran a un ritme accelerat. Aquest fet només va alimentar les seves ganes d'aprendre més sobre el cinema i les arts visuals del seu país.

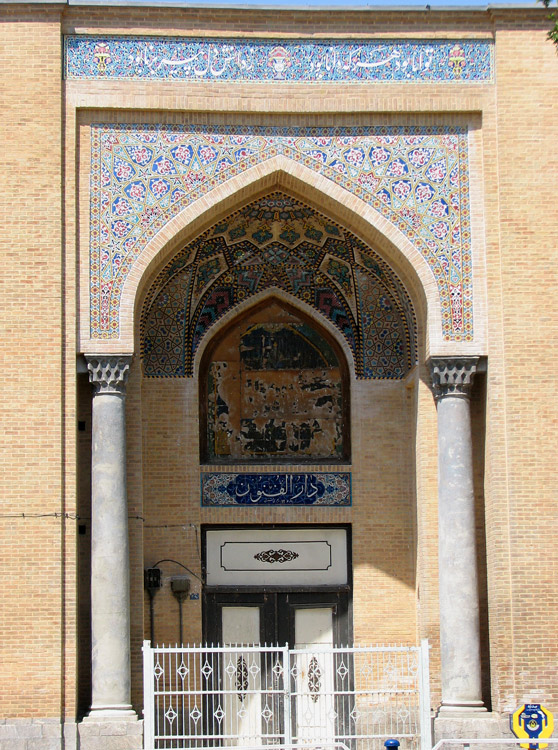
Beizai va estudiar la bàsica secundària a la institució Dar ul-Funun. S'escapava sovint de l'escola per anar als cinemes i en la seva adolescència va compondre les seves primeres peces dramàtiques.

En finalitzar els seus estudis va presentar un examen competitiu per a l'admissió a la universitat. Va llegir i va estudiar l'obra literària poètica Xāhnāmé i va començar a estudiar literatura persa a la Universitat de Teheran després d'aprovar l'examen. No obstant això, no va poder romandre en la institució, especialment perquè els seus professors no van acceptar la seva recerca sobre el teatre persa com a treball de postgrau, argumentant que a Pèrsia no existia el teatre.

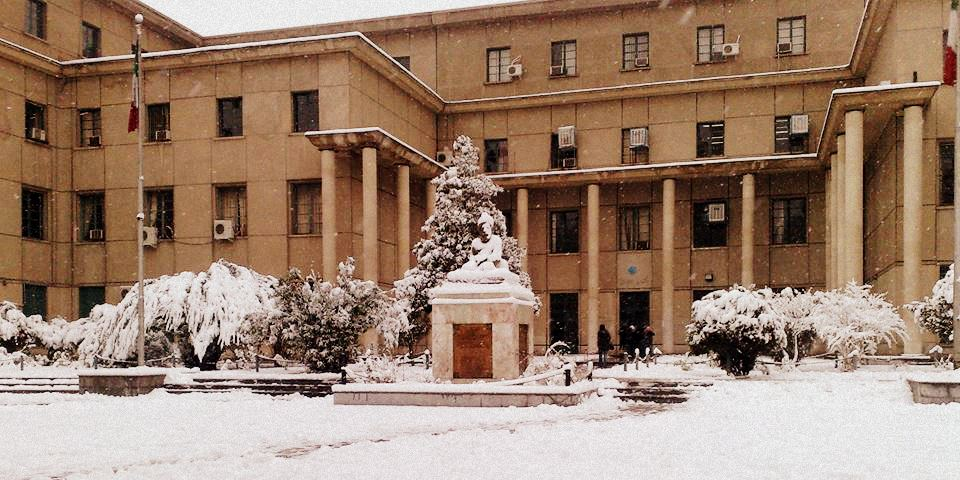
Facultat de Lletres i Humanitats de la Universitat de Teheran.
------
Beizai va abandonar el programa de llicenciatura en literatura persa a la Facultat de Lletres en 1959, només per a tornar a la facultat de Belles arts com a professor una dècada més tard, on va romandre durant una altra dècada abans de ser expulsat en la Revolució Cultural Iraniana (1980).

Als 21 anys va realitzar recerques substancials sobre les obres tradicionals perses, particularment el Ta'zieh, i el 1961 ja havia passat una gran quantitat de temps estudiant i investigant altres cultures i literatura antigues perses i preislàmiques. Això, al seu torn, el va portar a estudiar profundament el teatre oriental i les arts tradicionals iranianes, la qual cosa el va ajudar a formular una nova identitat no occidental per al teatre iranià. A més, va estudiar i es va familiaritzar amb la pintura persa.

## Carrera

### Dramatúrgia en la dècada de 1960
A la fi de 1961 ja havia publicat nombrosos articles en diverses revistes d'art i literatura. En 1962 va realitzar el seu primer curtmetratge en format de vuit mil·límetres. Durant els dos anys següents va escriure diverses obres de teatre i va publicar un assaig titulat El teatre al Japó.
Durant gran part de la dècada de 1960, Baizai es va dedicar a escriure en diverses publicacions sobre art oriental i literatura persa gràcies al seu extens estudi i va escriure diversos assajos sobre el cinema iranià, alguna cosa que més tard es va convertir en el tema d'un dels seus llibres. Durant aquest període va escriure obres de teatre populars que amb el pas dels anys van aconseguir l'estatus d'obres mestres, com "Hashtomin Safar e Sandbad" (El vuitè viatge de Sindbad), Ziāfat va Mirās, Soltān-Mār (El rei de les serps) i khaterat-e honarpishe-ye naqsh-e dovvom (Memòries d’una actor en un paper secundari).
En 1968 Beizai va ser un dels nou membres fundadors del Gremi d'Escriptors Iranians, una organització molt controvertida enfront de la censura. En 1969 va ser convidat a ensenyar en el Departament de Teatre de la Facultat de Belles arts de la Universitat de Teheran. Va presidir aquest departament de 1972 a 1979. Molts autors i artistes prominents van començar a ensenyar en el departament i van crear el període més fructífer en la història d'aquest.

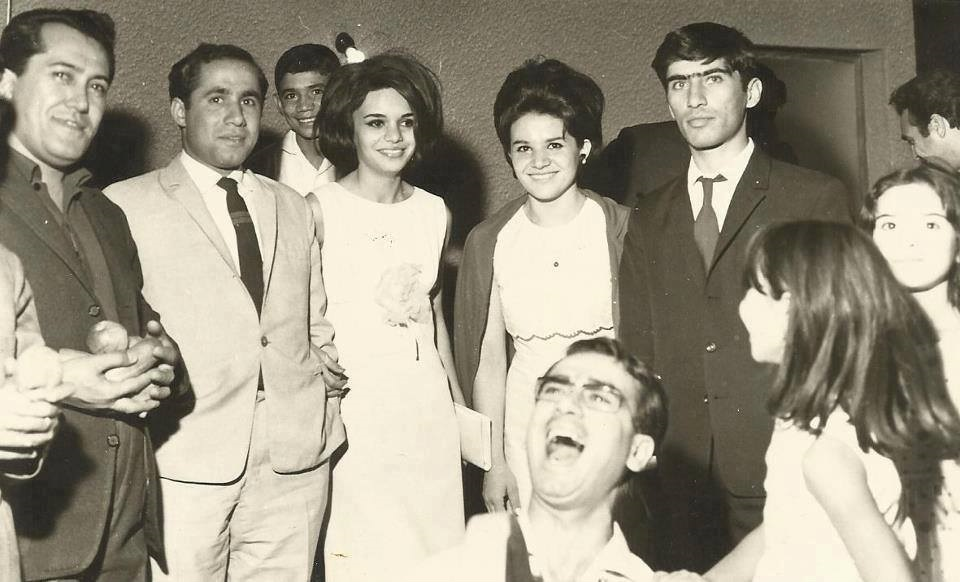
Beizai en les seves primeres noces en companyia d'altres artistes, en particular Parviz Fannizadeh i Parviz Sayyad, 1965

Els estudis inicials de Beizai i el seu interès pel drama i el teatre són ben coneguts, però menys populars són els seus primers treballs com a dramaturg. En la seva joventut, Beizai mostrava una fascinació per les tradicions del teatre iranià, incloent-hi el teatre realitzat amb titelles i marionetes. La seva obra Se Nemayeshname-ye 'Arusaki (Tres obres de marionetes) va ser publicada en 1963, sent Les Marionetes la primera d'aquestes tres obres. En els anys 1960, obres de dramaturgs com Beckett o Ionesco van ser traduïdes al persa i es van representar a l'Iran poc després de la seva estrena en el món occidental.
La innovadora obra investigativa de Beizai Un estudi del cinema iranià (Namayesh donar Iran), publicada a mitjan dècada de 1960, continua sent considerat el text més important de la història del teatre iranià. Beizaie es va convertir a més en el primer erudit a l'Iran a publicar llibres sobre teatre xinès i teatre japonès.
La seva vena poètica és inconfusible. Escriu com si tingués una mirada trista en els seus ulls, una comprensió distant i filosòfica en el seu to. Un vague sentit del destí persegueix les seves obres.
Algunes de les seves obres, com la reconeguda Marg-e Yazdgerd, s'han traduït a nombrosos idiomes i han estat interpretades a tot el món. Marg-e Yazdgerd s'ha interpretat a l'Iran, França, el Regne Unit, l'Índia i els Estats Units, entre altres països, i va ser adaptada a la pantalla gran pel propi Beizai en 1981. Marg-e Yazdgerd i Kalat Claimed van ser traduïdes a l'anglès per l'editor i escriptor persa Manuchehr Anvar.

### Dècada de 1970 i començaments de la seva carrera cinematogràfica
En 1969 va iniciar la seva carrera com a cineasta dirigint el curtmetratge Amu Sibilou (Oncle Bigoti), seguit per Safar en 1970. Per aquestes produccions, sovint se suposa que Beizai és un pioner de la denominada nova ona del cinema iranià, un moviment que se suposa que va començar espontàniament a la fi de la dècada de 1960, ignorant els esforços anteriors de cineastes com Farrokh Ghaffari i Ebrahim Golestan, i incloent a altres directors destacats com Nasser Taghvai, Forugh Farrojzad, Amir Naderi, Ali Hatami, Sohrab Shahid Sales, Dariush Mehrjui, Abbas Kiarostami, Parviz Kimiavi, Masoud Kimiay i Fereydun Gole, entre d'altres; i poc després a Khosrow Sinai, Masoud Jafari Jozani, Kianoush Ayari, Varuzh Karim-Masihi i Ebrahim Hatamikia.
Immediatament després, en 1971, va realitzar el seu primer llargmetratge, titulat Ragbar (Diluvi), considerada per la crítica fins avui com una de les pel·lícules iranianes més reeixides mai realitzades. La reeixida pel·lícula va ser protagonitzada per Parviz Fannizadeh. Des de llavors va dirigir i va produir vuit llargmetratges, que inclouen Qaribe va Meh (L'estrany i la boira) (1974), Cherike-ye Tara (La balada de Tara) (1979), Bashu, gharibeye koochak (1986, estrenada en 1989), Shāyad Vaghti digar (Tal vegada en un altre moment) (1988) i Mosaferan (Viatgers) (1992).

### Cinema en la dècada de 1980
En 1981 els líders revolucionaris van iniciar la Revolució Cultural Iraniana i com a resultat, Beizai i altres artistes similars van ser expulsats de la universitat. No obstant això, Bahram va continuar escrivint i dirigint pel·lícules. El seu guió Ruz-e Vaqe'e (El dia fatídic) va ser adaptat a la pantalla gran en 1995 i un altre dels seus guions va ser adaptat en la pel·lícula Fasl-e Panjom (La cinquena temporada) en 1996. També va editar el llargmetratge d'Ebrahim Hatamikia Borj-e Minu (La torre de Minoo).

### Dècada de 1990: un altre viatge, una pel·lícula i algunes obres
Beizai es va casar amb l'actriu i maquilladora Mozhdeh Shamsai en 1992. Després de Mosaferan, no va poder obtenir permís per a la producció d'alguns dels seus guions. En 1995 es va traslladar a Estrasburg per invitació del Parlament Internacional d'Escriptors. Al poc temps va tornar a l'Iran i va presentar la seva obra Bānū Aoi a Teheran.

### Des del 2000
En 2001 va dirigir la seva pel·lícula comercialment més reeixida fins avui, Sagkoshi, després de la qual cosa va representar tres obres de teatre abans de deixar l'Iran per a anar a viure als Estats Units.
Va deixar el seu natal Iran en 2010 per invitació de la Universitat Stanford i des de llavors s'ha exercit com a docent d'estudis iranians, brindant classes en teatre, cinema i mitologia perses. Allí ha impartit tallers sobre el El Llibre dels Reis i la història de les arts escèniques i la mitologia del seu país. També ha escenificat diverses de les seves obres, inclòs el Tarabnameh, de nou hores de durada.

## Estil cinematogràfic
Es pot sentir la trajectòria de Baizai en la literatura, el teatre i la poesia de Pèrsia. Baizai mai va rebre el suport que mereixia del govern del seu país d'origen.
És conegut com l'«autor més intel·lectual i conspicu al cinema i el teatre de l'Iran». La temàtica principal de les seves obres és la història i la «crisi d'identitat» que es relaciona amb els símbols i paradigmes culturals i mítics iranians. És considerat com el guionista més destacat de l'Iran quant a la integritat dramàtica de les seves obres, moltes de les quals han estat adaptades a la pantalla gran.

## Recepció
Beizai ha fet una contribució significativa al desenvolupament del cinema i del teatre a l'Iran i és considerat un influent director i innovador del moviment de la nova ona del cinema iranià. També se'l considera el guionista més destacat del seu país natal.
Algunes persones en la nostra vella i duradora cultura assumeixen un significat icònic, per raons que van molt més allà de les nostres tortes mesures. Beizai és un d'ells. Quan s'escriguin els anals de la nostra història contemporània, Beizai tindrà el mateix significat que Hafez.
No obstant això, malgrat el valor de les seves pel·lícules i el seu coneixement substancial de les arts, igual que amb molts altres directors de cinema iranians com Nasser Taghvai, Varuzh Karim-Masihi i Kianoush Ayari, el Govern de l'Iran gairebé mai va donar suport a la seva carrera, abans i després de la Revolució Iraniana de 1979. Abans de la revolució va ser guardonat amb el premi a la millor pel·lícula per la reina Farah Pahlaví al Festival de Cinema de Teheran el 1972 com un nou director jove el talent del qual va ser elogiat amb aplaudiments per la seva pel·lícula Ragbar.
Després de la revolució, pel·lícules de Beizai com La balada de Tara (1980) i La mort de Yazdgerd (1981) mai van rebre el permís per a ser exhibides a l'Iran. Totes dues pel·lícules han estat arxivades perquè suposadament no concorden amb el codi islàmic actualment en vigor en les pel·lícules iranianes. Fins i tot el seu popular Bashu, gharibeye koochak, cinta que narra la història d'un nen orfe que va perdre als seus pares en la guerra entre l'Iran i l'Iraq, va córrer amb la mateixa sort en 1986. La pel·lícula va ser legalitzada només després del final de la guerra entre l'Iran i l'Iraq (1980-1988) i es va estrenar finalment el 1989.
Els crítics, directors de cinema i dramaturgs del seu país generalment han lloat la seva obra. En 2002 va ser triat el millor cineasta persa de tots els temps, i la seva cinta Bashu, gharibeye koochak va ser triada com la millor pel·lícula persa de la història. No obstant això, el seu formalisme ha suscitat en ocasions crítiques, fins i tot de si mateix. El reconegut director de cinema i escriptor Ebrahim Golestan, qui prèviament havia fet objeccions respecte a l'estil de Beizai, el va elogiar en una carta enviada en 2017.

## Obres

### Filmografia (com a director)
- Amū Sibilū (1969 - curtmetratge)
- Safar (1970 - curtmetratge')
- Ragbār (1972)
- Qaribé va Meh (1974)
- Kalāq (1976 )
- Charike-ye Tārā (1979)
- Marg-e Yazdgerd (1982)
- Bashu, gharibeye koochak (1986 - estrenada 1989)
- Shāyad Vaghti Digar (1988)
- Mosāferan (1992)
- Goft-o-gū bā Bād (1998)
- Sagkoshi (2001)
- Qāli-ye Sokhangū (2006 - curtmetratge')
- Vaqti Hame Khāb-im (2009)

### Obres de teatre

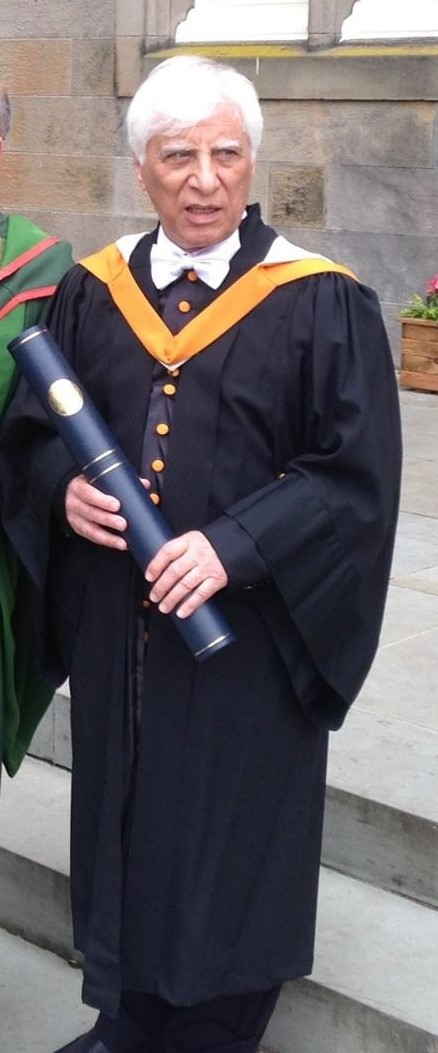
Beyzai, vestit amb una sotana negra de la Universitat de St Andrews amb caputxa groga, acabant de rebre un doctorat honorari en lletres, juny de 2017

Beyzaie té més de 50 obres de teatre publicades, algunes de les quals són les següents. Aquestes obres han aparegut ocasionalment en francès, anglès, alemany i altres traduccions.
- "Gorob dar Diari Garib"
- "Chahar Sandoogh"
- "Hashtomin Safar e Sandbad" (Le Huitième voyage de Sindbad, translation into French by Ahmad Kamyabi Mask ISBN 9782950480613)
- Ziāfat va Mirās (1967)
- Soltān-Mār سلطان مار (1969)
- Marg-e Yazdgerd (1979)
- Khaterat-e honarpishe-ye naqsh-e dovvom (1981)[17]
- Kalat Claimed (1982)
- Kārnāme-ye Bandār Bidakhsh (1997 and 1998)
- Bānū Aoi (1997 i 1998) bassy en Aoi no Ue de Yukio Mishima)
- Shab-e Hezār-o-yekom (2003)
- Afrā yā Ruz migozarad (2007)
- Crossroads (2009)
- Jana and Baladoor (2012)
- Arash (2013)
- Ardaviraf's Report (2015)
- Tarabnameh (2016)

## Premis
Els premis i reconeixements rebuts per Beizai són nombrosos. A continuació es presenten els més destacats.
- 2017 - Doctorat Honorari en lletres de la Universitat de Saint Andrews.[18]
- 2012 - Premi Farhang Foundation Heritage.[19]
- 2014 - Premi Bita a les arts perses.